# Darwin (eiland)
Darwin (ook Culpepper Island genoemd) is een van de Galapagoseilanden en behoort tot Ecuador. Het eiland is 0,98 km² groot, het hoogste punt is 165 meter. Het wordt eigenlijk alleen door duikcruises bezocht. Aan land gaan is voor toeristen verboden.
Dit eiland is in het verre noordwesten van de Galapagoseilanden gelegen en wordt daardoor niet vaak bezocht. Pas in 1964 kreeg het voor het eerst bezoek.
Ten zuidoosten van het eiland bevindt zich Darwin's Arch.
Darwin's Arch stortte op 17 mei 2021 door erosie in waardoor slechts de twee pilaren overeind bleven.

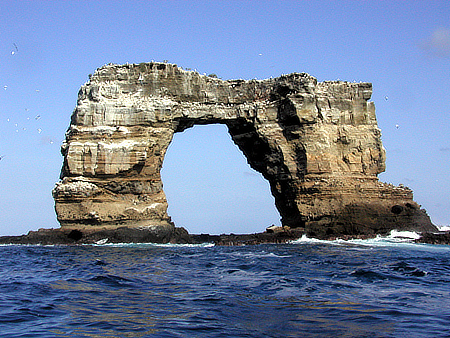
Darwin's Arch (voor de instorting op 17 mei 2021)